# El Bovalar

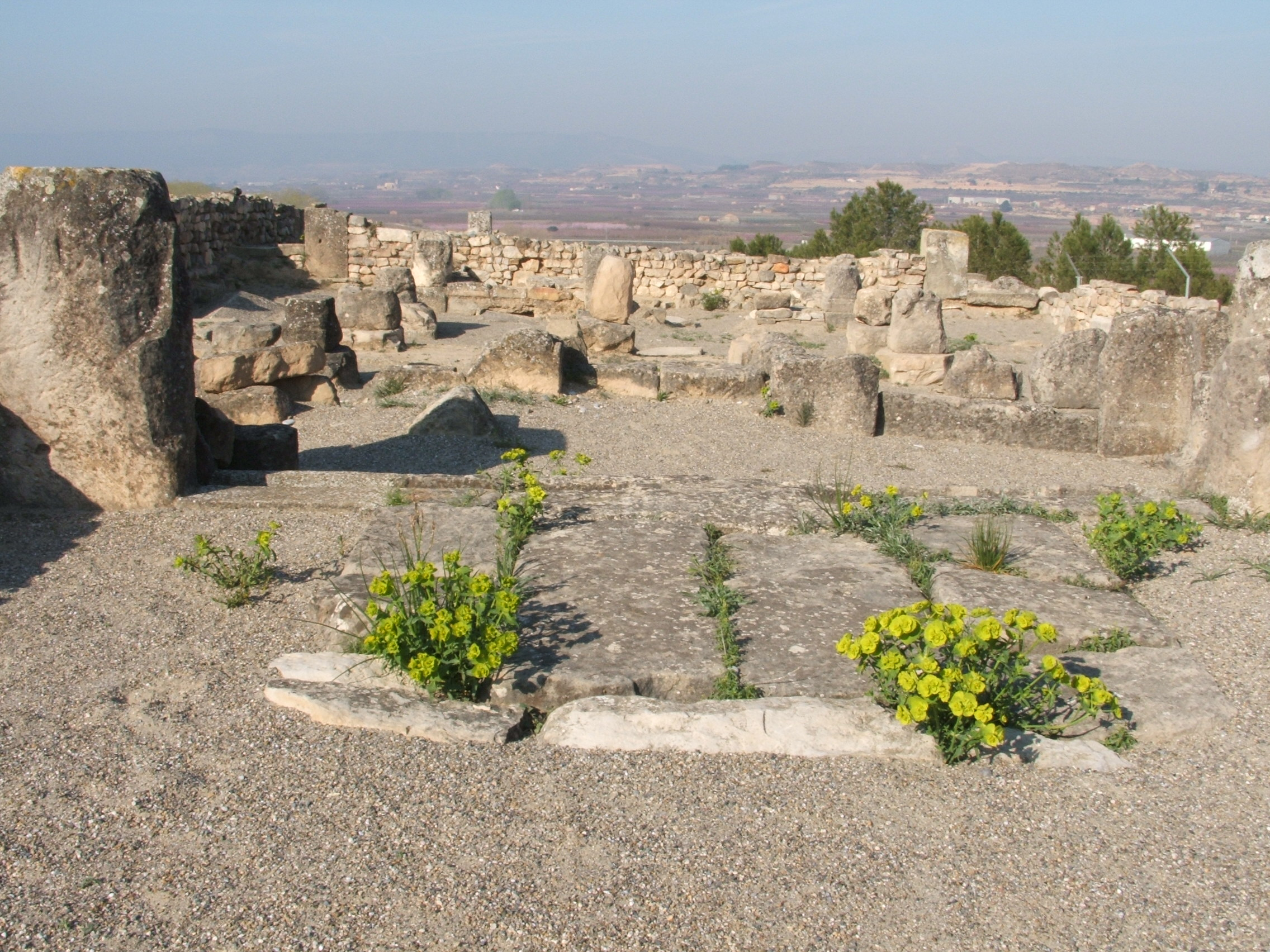
Yacimiento visigótico del Bovalar

El Bovalar es un yacimiento arqueológico de época visigoda, situado en el municipio de Serós en la comarca del Segriá, formado por una aldea abandonada, por una basílica con un baptisterio y por una necrópolis.
Las casas apiñadas, generalmente de tres cámaras, hechas de piedra, se organizaban junto a un espacio comunitario, donde había una almazara, unas bodegas y la iglesia.
El templo, preexistente, y la aldea se abandonaron tras la invasión musulmana.
Fue excavado desde el 1943 hasta el 1987.